# Maurice Lecoq
Maurice Marie Lecoq (ur. 26 marca 1854 w Angers, zm. 16 grudnia 1925 tamże) – francuski strzelec, medalista olimpijski, mistrz Olimpiady Letniej 1906 i multimedalista mistrzostw świata.
Dwukrotny uczestnik igrzysk olimpijskich (IO 1900, IO 1908). Trzykrotnie zdobył medale olimpijskie w konkurencjach drużynowych. Na igrzyskach w Paryżu został wicemistrzem w pistolecie dowolnym z 50 m i brązowym medalistą w karabinie dowolnym w trzech postawach z 300 m. W ostatniej z tych konkurencji wywalczył również brąz na igrzyskach w Londynie. Lecoq wziął także udział w Olimpiadzie Letniej 1906, w której trzykrotnie stał na podium. Indywidualnie został triumfatorem w pistolecie dowolnym z 25 m i brązowym medalistą w pistolecie pojedynkowym z 20 m, ponadto osiągnął 3. miejsce w drużynowym strzelaniu z karabinu dowolnego w trzech postawach z 300 m.
Lecoq ma w dorobku 15 medali mistrzostw świata. Nigdy nie został mistrzem świata, lecz zdobył 6 srebrnych i 9 brązowych medali. Wśród nich 5-krotnie stał na podium w zawodach indywidualnych. 13 z 15 medalowych pozycji osiągnął w karabinie dowolnym, zaś po 1 w pistolecie dowolnym i karabinie wojskowym.

## Wyniki

### Igrzyska olimpijskie (z Olimpiadą Letnią 1906)
| Igrzyska    | Konkurencja                                                  | Wynik                                         | Miejsce | Źródło |
| ----------- | ------------------------------------------------------------ | --------------------------------------------- | ------- | ------ |
| Paryż 1900  | Karabin dowolny, trzy postawy, 300 m                         | 823 pkt. (284–271–268)                        | 21      | [ 2 ]  |
| Paryż 1900  | Karabin dowolny, trzy postawy, 300 m, drużynowo              | 4278 pkt.(druż.) 823 pkt. ind. (284–271–268)  |         | [ 3 ]  |
| Paryż 1900  | Karabin dowolny leżąc, 300 m                                 | 284 pkt.                                      | 25      | [ 4 ]  |
| Paryż 1900  | Karabin dowolny klęcząc, 300 m                               | 271 pkt.                                      | 22      | [ 5 ]  |
| Paryż 1900  | Karabin dowolny stojąc, 300 m                                | 268 pkt.                                      | 19      | [ 6 ]  |
| Paryż 1900  | Pistolet dowolny, 50 m                                       | 429 pkt.                                      | 11      | [ 7 ]  |
| Paryż 1900  | Pistolet dowolny, 50 m, drużynowo                            | 2203 pkt. (druż.) 429 pkt. (ind.)             |         | [ 8 ]  |
| Ateny 1906  | Karabin dowolny, trzy postawy, 300 m, drużynowo              | 4511 pkt. (druż.) 914 pkt. ind. (309–305–300) |         | [ 9 ]  |
| Ateny 1906  | Karabin dowolny, dowolna postawa, 300 m                      | 216 pkt.                                      | 13      | [ 10 ] |
| Ateny 1906  | Karabin wojskowy, klęcząc lub stojąc, 300 m                  | 224 pkt.                                      | 5       | [ 11 ] |
| Ateny 1906  | Karabin wojskowy, klęcząc lub stojąc, 200 m (Gras 1873-1874) | 158 pkt.                                      | 12      | [ 12 ] |
| Ateny 1906  | Pistolet dowolny, 25 m                                       | 258 pkt.                                      |         | [ 13 ] |
| Ateny 1906  | Pistolet dowolny, 50 m                                       | 205 pkt.                                      | 6       | [ 14 ] |
| Ateny 1906  | Pistolet pojedynkowy, 20 m                                   | 231 pkt.                                      |         | [ 15 ] |
| Ateny 1906  | Pistolet pojedynkowy, 25 m                                   | 89 pkt.                                       | 12      | [ 16 ] |
| Ateny 1906  | Rewolwer wojskowy, 20 m                                      | 218 pkt.                                      | 17      | [ 17 ] |
| Ateny 1906  | Rewolwer wojskowy, 20 m (Gras 1873–1874)                     | 211 pkt.                                      | 4       | [ 18 ] |
| Londyn 1908 | Karabin dowolny, trzy postawy, 300 m                         | 730 pkt. (254–280–196)                        | 31      | [ 19 ] |
| Londyn 1908 | Karabin dowolny, trzy postawy, 300 m, drużynowo              | 4652 pkt. (druż.) 756 pkt. ind. (294–240–222) |         | [ 20 ] |

### Medale mistrzostw świata
Opracowano na podstawie materiałów źródłowych:
| Mistrzostwa     | Konkurencja                                     | Wynik                                                     | Miejsce |
| --------------- | ----------------------------------------------- | --------------------------------------------------------- | ------- |
| Lyon 1897       | Karabin dowolny, trzy postawy, 300 m, drużynowo | 2206 pkt. lub ? (druż.) 452 pkt. ind. (158–155–139) lub ? |         |
| Loosduinen 1899 | Karabin dowolny, trzy postawy, 300 m, drużynowo | 4404 pkt. (druż.)                                         |         |
| Paryż 1900      | Karabin dowolny, trzy postawy, 300 m, drużynowo | 4278 pkt.(druż.) 823 pkt. ind. (284–271–268)              |         |
| Paryż 1900      | Pistolet dowolny, 50 m, drużynowo               | 2203 pkt.(druż.) 429 pkt. (ind.)                          |         |
| Lucerna 1901    | Karabin dowolny, trzy postawy, 300 m, drużynowo | 4386 pkt. (druż.) 917 pkt. ind. (338–310–269)             |         |
| Lucerna 1901    | Karabin dowolny leżąc, 300 m                    | 338 pkt.                                                  |         |
| Rzym 1902       | Karabin dowolny, trzy postawy, 300 m, drużynowo | 4285 pkt. (druż.) 851 pkt. ind. (304–260–287)             |         |
| Lyon 1904       | Karabin dowolny, trzy postawy, 300 m            | 913 pkt. (326–290–297)                                    |         |
| Lyon 1904       | Karabin dowolny, trzy postawy, 300 m, drużynowo | 4422 pkt. (druż.) 913 pkt. ind. (326–290–297)             |         |
| Bruksela 1905   | Karabin dowolny, trzy postawy, 300 m, drużynowo | 4548 pkt. (druż.) 924 pkt. ind. (332–286–306)             |         |
| Mediolan 1906   | Karabin dowolny, trzy postawy, 300 m            | 965 pkt. (336–324–305)                                    |         |
| Mediolan 1906   | Karabin dowolny, trzy postawy, 300 m, drużynowo | 4694 pkt. (druż.) 965 pkt. ind. (336–324–305)             |         |
| Mediolan 1906   | Karabin dowolny leżąc, 300 m                    | 336 pkt.                                                  |         |
| Zurych 1907     | Karabin dowolny, trzy postawy, 300 m, drużynowo | 4651 pkt. (druż.) 882 pkt. ind. (312–310–260)             |         |
| Rzym 1911       | Karabin wojskowy, trzy postawy, 300 m           | 698 pkt.                                                  |         |